# Nieuwpoort (Zuid-Holland)
Nieuwpoort is een vestingstad en voormalige gemeente in de Nederlandse gemeente Molenlanden, provincie Zuid-Holland.

## Etymologie
Het Latijnse portus staat voor haven. Nieuwpoort was naast Schoonhoven een nieuwe haven aan de Lek.

## Geschiedenis
De stad kreeg al in 1283 stadsrechten. Vanwege de positie op de grens van Holland en Sticht Utrecht kreeg het veel strijd te verduren. Al in 1402 belegerden de troepen van Jan van Arkel de stad. De oorlog tegen Lodewijk XIV, in de jaren zeventig van de 17e eeuw, was de reden om de stad op te nemen in de Oude Hollandse Waterlinie en voor de aanleg van vestingwerken volgens het verbeterde oud-Nederlands vestingstelsel. Tientallen panden werden hiervoor gesloopt. In 1697 werd het stadhuis gebouwd, over de inundatiesluis heen, die daarmee was beschermd tegen mogelijk verzet van ontevreden boeren als hun land onder water zou worden gezet. In 1795 veroverden de Franse troepen onder leiding van Daendels en Pichegru Nederland en verloor de vesting zijn functie. Tijdens de watersnood van 1809 en de stormvloed van 1820 boden de vestingwallen bescherming tegen het hoge water. Tijdens de jaren vijftig en zestig van de 20e eeuw raakten diverse gebouwen in verval. In 1973 werd gestart met restauraties die in 1998 waren voltooid.
Nieuwpoort was een zelfstandige gemeente tot de gemeentelijke herindeling van 1986, toen de gemeente samen met Groot-Ammers, Langerak en Streefkerk opging in de fusiegemeente Liesveld. Deze gemeente is op 1 januari 2013 opgegaan in een nieuwe gemeente met de naam Molenwaard, die op haar beurt op 1 januari 2019 in de fusiegemeente Molenlanden is opgegaan.

## Bezienswaardig
- Historische binnenstad, waarvan een deel beschermd stadsgezicht.
- Historisch stadhuis van Nieuwpoort met Museum Nieuwpoort (ook als maquette te vinden in Madurodam)
- Vestingwerken in oud-Nederlands vestingstelsel
- Ruim 50 rijksmonumenten
- 74 gemeentelijke monumenten

## Partnersteden
- Nieuwpoort (België)

## Geboren in Nieuwpoort
- Simon Bon (1904–1987), roeier
- Ad Dekkers (1938–1974), beeldhouwer
- Gert Schutte (1939-2022), ambtenaar en politicus (GPV)

## Afbeeldingen

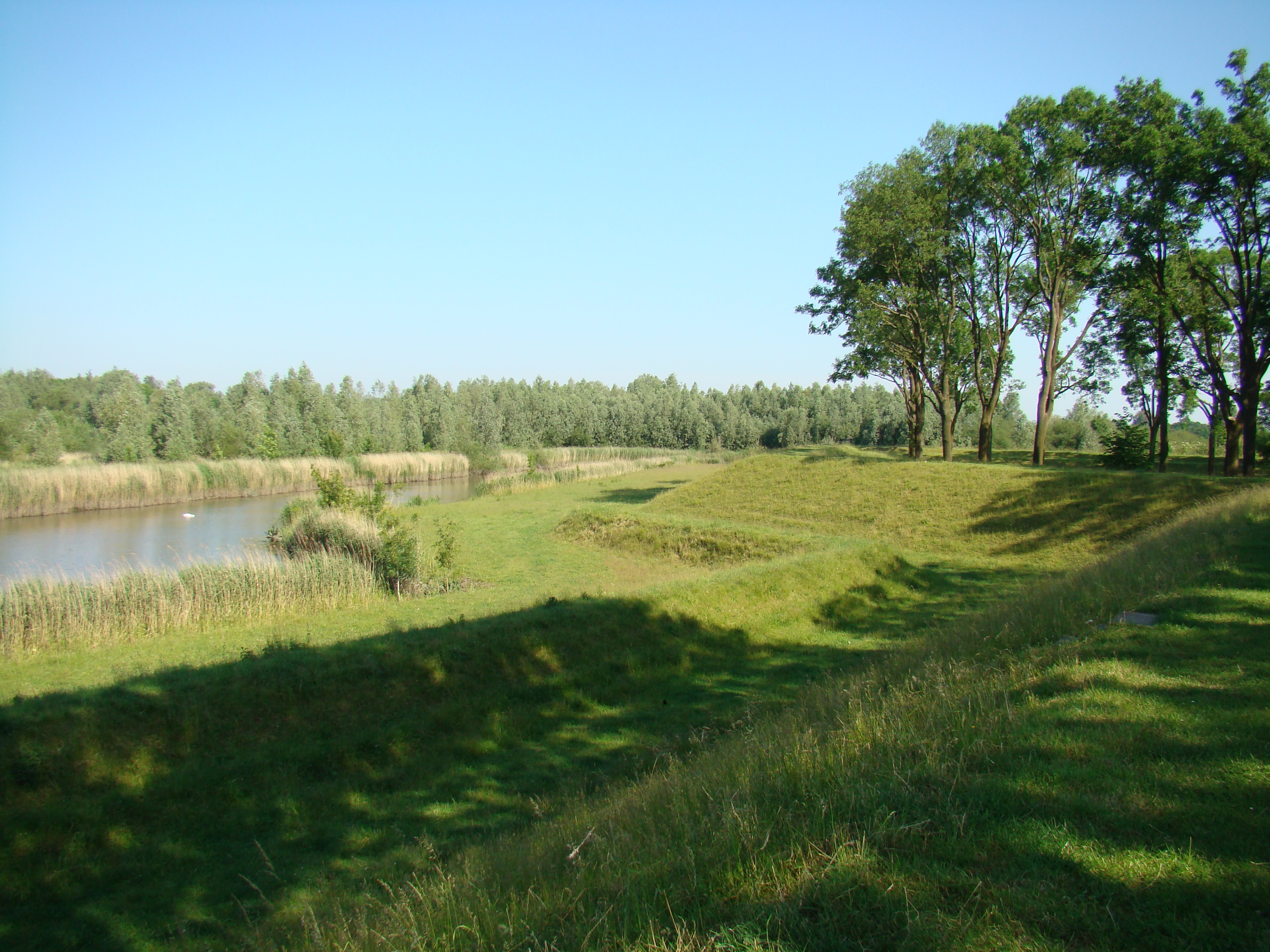
Vestingwerken
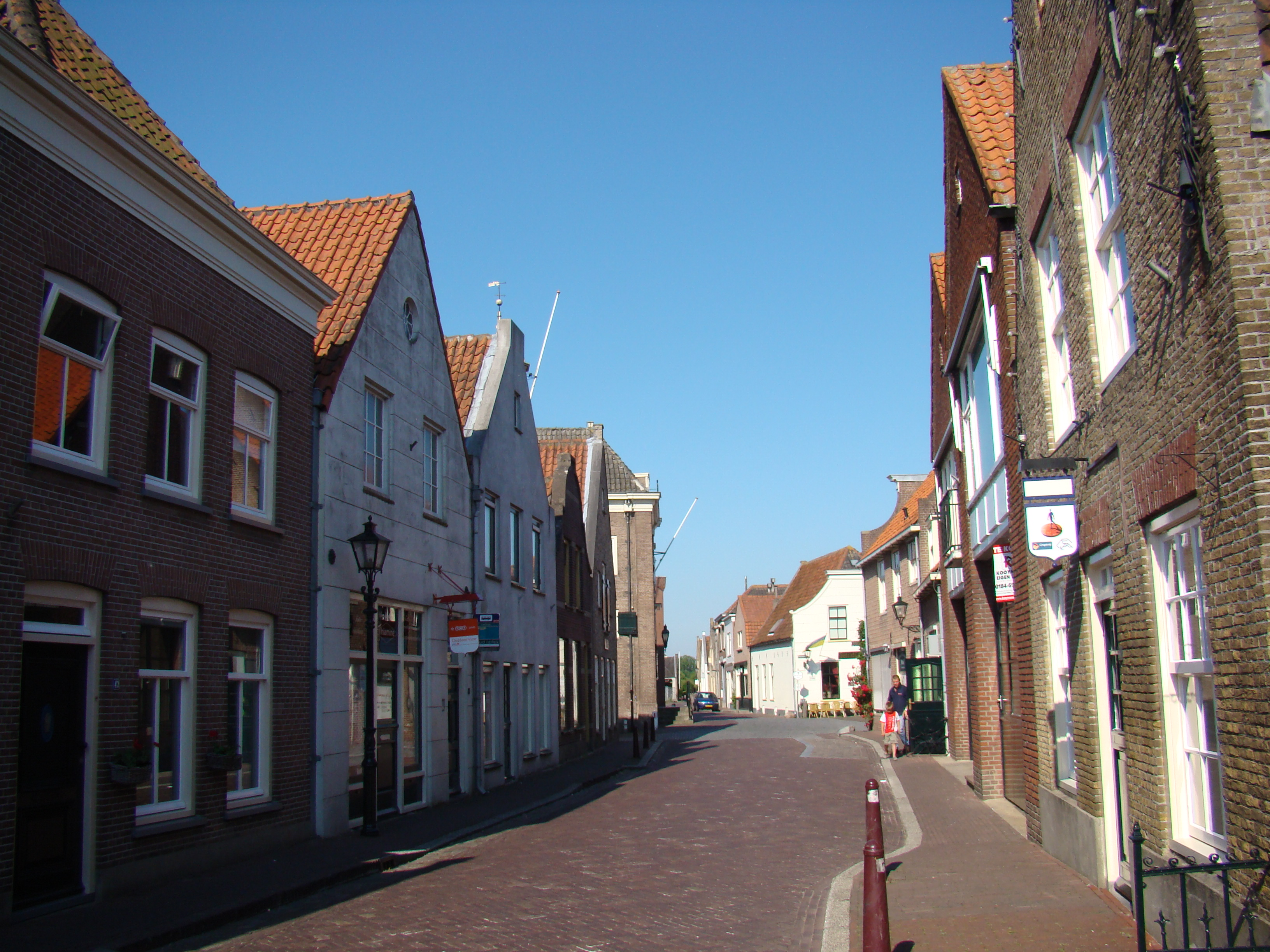
Hoogstraat
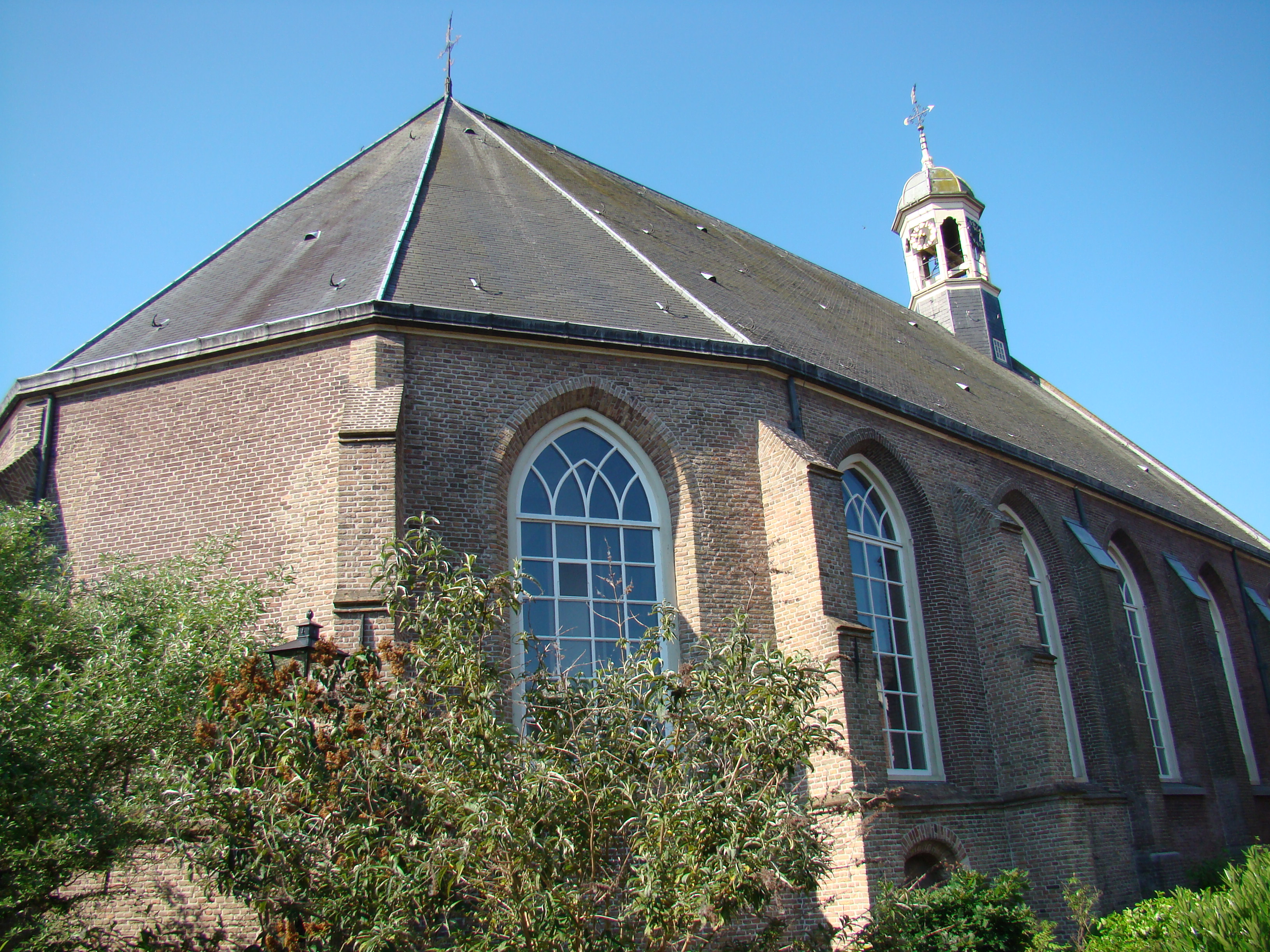
Nederlandse Hervormde Kerk
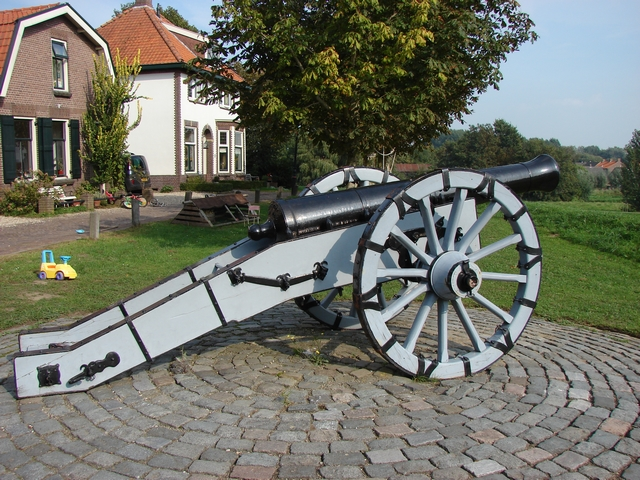
Kanon op de stadswallen van Nieuwpoort